# Ophelimus immaculatipennis
Ophelimus immaculatipennis är en stekelart som först beskrevs av Girault 1913.  Ophelimus immaculatipennis ingår i släktet Ophelimus och familjen finglanssteklar. Inga underarter finns listade i Catalogue of Life.